# Molophilus assamensis
Molophilus assamensis är en tvåvingeart som beskrevs av Enrico Adelelmo Brunetti 1912. Molophilus assamensis ingår i släktet Molophilus och familjen småharkrankar. Inga underarter finns listade i Catalogue of Life.